# کنسرتو پیانو (گریگ)
کنسرتو پیانو (انگلیسی: Piano Concerto) در لا مینور اپوس ۱۶، توسط ادوارد گریگ در سال ۱۸۶۸ نوشته شده و تنها کنسرتو وی به شمار می‌رود. این کنسرتو یکی از محبوب‌ترین آثار وی و در میان محبوب‌ترین کنسرتوهای پیانو قرار دارد.

## تاریخچه
این اثر از اولین آثار مهم گریگ است که توسط این آهنگساز ۲۴ ساله در سال ۱۸۶۸ در شهر سولرود، دانمارک نوشته شده‌است. وی برای آشنایی با فرانتس لیست در سال ۱۸۶۶ به رم سفر کرد و کنسرتو پیانوی خود را به اطلاع او رساند. لیست قطعهٔ او را از روی دستخط وی اجرا و گریگ را به خاطر استفاده از فواصل نامطبوع که به صورت خلاقانه‌ای به کار رفته بود ستود.این کنسرتو اغلب با کنسرتو پیانو روبرت شومان مقایسه می‌شود و در همان تنالیته قرار دارد و حرکت نزولی پیانو در ابتدا مشابه هم هستند و سبک کلی اثر، از هر آهنگساز دیگری به شومان نزدیکتر است. اتفاقاً هر دو آهنگساز فقط یک کنسرتو برای پیانو نوشته‌اند. گریگ کنسرتو پیانوی شومان را که در سال ۱۸۵۸ توسط کلارا شومان در لایپزیگ اجرا شده بود شنیده بود و تحت تأثیر سبک شومان قرار گرفته بود. در این کنسرتو گریگ مانند دیگر آثار خود از موسیقی محلی نروژ الهام گرفته‌است. این اثر برای نخستین بار توسط «ادموند نوپرت» و با اجرای «هولگر سیمون پائولی» در ۳ آوریل ۱۸۶۹ در کپنهاگ اجرا شد و در ردیف کنسرتوهای مشکل در تکنیک نوازندگی پیانو محسوب می‌شود.

## سازبندی

معرفی مقدمهٔ پرشکوه کنسرتو

گریگ این کنسرتو را برای یک پیانو، ۲ فلوت، ۲ ابوا، ۲ کلارینت (در لا و سی بمل)، ۲ فاگوت، ۲ هورن (در می و می بمل)، ۲ ترومپت (در دو و سی بمل)، ۲ ترومبون، توبا، تیمپانی و ارکستر زهی (ویولن‌ها، ویولاها، ویلنسل‌ها و کنترباس‌ها) نوشته است. وی بعداً ۲ هورن به ارکستر اضافه کرد و یک ترومبون سوم به جای توبا جایگزین کرد.
- اجرای زیر توسط ارکستر سمفونیک دانشگاه واشنگتن به رهبری «پیتر اروس»[ت] و نوازندگی پیانو «نیل اودان»[ث] انجام شده است.

- آیا در شنیدن پرونده مشکل دارید؟ راهنمای رسانه را ببینید.

## ساختار
این کنسرتو در سه موومان ساخته شده است:
1. آلگرو مولتو مُدراتو (لا مینور)
موومان اول در فرم سونات است و با غُرشِ تیمپانی شروع می‌شود و سپس پیانو با صدایی دراماتیک جلوه‌گر می‌شود و به «تم اصلی» منتهی می‌شود. بعد از آن، قطعه برای معرفی «تم دوم» به دو ماژور تغییر می‌کند. تم دوم مجدداً در «بازگشت» ظاهر می‌شود اما این بار در گام لا مینور شنیده می‌شود. موومان اول با یک «کادنزا» و مانند شکوفاییِ ابتدای قطعه به پایان می‌رسد.
2. آداجیو (ر بمل ماژور)
موومان دوم یک قطعهٔ شاعرانه است که مستقیم به موومان سوم وصل می‌شود. موومان در فرم سه‌تایی (الف، ب، الف) است. بخش «ب» در ر بمل ماژور و می ماژور قرار دارد که مجدداً با برگشت و تکرارِ پیانو در ر بمل ماژور به پایان می‌رسد.
3. آلگرو مُدراتو مولتو اِ مارکاتو – کُواسی پِرِستو – آندانته مُواستِسو (لا مینور ← فا ماژور ← لا مینور ← لا ماژور)
موومان سوم در لا مینور و با میزان‌های 2
4 آغاز می‌شود. موومان در چهار بخش و با یک تمِ پرانرژی (تم اول) شروع شده و در ادامه، بخش دوم با تمی شاعرانه (تم دوم) دنبال می‌شود و پس از برگشت به تم اول، بخش سوم «بازگشایش» است. بخش چهارم در میزان 3
4 که شامل واریاسیون‌هایی از تم اول و تغییری دراماتیک از تم دوم است (بر خلاف بخش دوم که حالتی شاعرانه داشت).

- زمان اجرای کلِ این کنسرتو معمولاً کمتر از ۳۰ دقیقه است.

## یادداشت
1. ↑  Søllerød Municipality
2. ↑  Edmund Neupert
3. ↑  Holger Simon Paulli
4. ↑  Peter Eros
5. ↑  Neal O'Doan